# 애플 무손실
애플 무손실(Apple 無損失) 또는 ALE(Apple Lossless Encoder) 또는 ALAC(Apple Lossless Audio Codec, /əˈlæk/)은 애플에서 개발한 디지털 음악의 무손실 압축 오디오 코덱이다.
애플 무손실 코덱의 데이터는 MP4의 컨테이너에 저장되어 있으며 .m4a 파일 확장자를 사용한다. 이 확장자는 MP4 컨테이너에 들어있는 AAC 오디오 데이터에도 쓰이지만 AAC의 변형은 아니고, 다른 무손실 코덱인 FLAC와 Shorten와 유사한 점을 보인다. 아이팟의 최신 펌웨어는 애플 무손실로 인코딩된 파일을 재생할 수 있다. ALAC에는 여러 DRM 계획이 짜여지지 않았지만 원래 컨테이너에 의하면 ALAC는 다른 퀵타임 컨테이너를 사용하는 파일들처럼 DRM을 장착할 수 있다.

## 역사
애플 무손실 인코더는 2004년 4월 28일, 퀵타임 6.5.1의 구성 요소로 발표되었고, 그래서 아이튠즈 4.5에서도 사용되었다. 또한 에어포트 익스프레스의 Airtune에 구현된 바 있다.
데이비드 해머턴(David Hammerton)과 코디 브로셔스(Cody Brocious)는 포맷에 대한 문서 없이 이 코덱을 해석하고 디코딩하였다. 2005년 5월 5일, 해머턴은 역공학에 기반을 둔 C로 만든 간단한 오픈 소스 디코더를 만들어내었다.
2011년 10월 말 애플이 아파치 라이선스로 공개하여 오픈 소스가 되었다.

## 같이 보기
- AIFF
- Monkey's Audio
- WavPack
- 윈도우 미디어 오디오 9 무손실